# Michele Maccanti
Michele Maccanti (Ferrara, 12 dicembre 1979) è un ex ciclista su strada italiano, professionista dal 2005 al 2006.

## Carriera
Corre tra i dilettanti Under-23 fino agli ultimi mesi del 2002, quando diviene stagista nella formazione professionistica Saeco. Non viene confermato per la stagione successiva: nel 2003 firma quindi per la Marchiol-Famila-Site, passando poi, nel 2004, al Cyber Team-Faresin-Modall. Nel 2005 debutta da professionista con il Team LPR-Piacenza, vincendo il Giro del Mendrisiotto davanti ai compagni di squadra Daniele Contrini e Mauro Santambrogio. L'anno seguente, rimasto nella LPR, corre la Tirreno-Adriatico e il Giro di Svizzera, ritirandosi dal ciclismo professionistico a fine stagione.
Conta sette vittorie all'attivo, delle quali solo una nel professionismo.

## Palmarès
- 2001 (GS Maserati-Synclean, due vittorie)

Bologna-Raticosa
Trofeo Edil C
- 2002 (GS Maserati-Synclean, due vittorie)

Trofeo Maurizio e Bruno Stagni
Targa d'Oro Città di Legnano
- 2004 (Cyber Team-Faresin-Modall, due vittorie)

Coppa San Geo
8ª tappa Girobio (Fabriano > Fabriano)
- 2005 (Team LPR-Piacenza, una vittoria)

Giro del Mendrisiotto